# Janusbågen
Janusbågen (latin: Ianus Quadrifrons) är en tetrapylon vid Forum Boarium i Rom. En tetrapylon är en kvadratisk byggnad med rundbågiga öppningar på samtliga sidor. Janusbågen uppfördes under början av 300-talet e.Kr. med hjälp av spolia, det vill säga material från tidigare byggnader. Benämningen ”Quadrifrons” (av latinets quattuor, "fyra", och frons, "framsida", "fasad") anger att byggnaden har fyra likvärdiga fasader. Ianus kan, förutom Janus, syfta på en välvd genomgång.
Bågen, som är 16 meter hög och 12 meter bred, kan ursprungligen ha varit tillägnad den gudaförklarade Konstantin. Slutstenen på den norra valvbågen har en relief föreställande Minerva, medan motsvarande sten på den östra valvbågen visar Roma.

## Bilder
| - Janusbågen och kyrkan San Giorgio in Velabro, gravyr av Étienne Dupérac från år 1575. - Janusbågen (längst upp i bild) på Antonio Tempestas vy över Rom från år 1593. - Janusbågen, teckning av Daniël Dupré från år 1790. - Janusbågen (till vänster) med kyrkan San Giorgio in Velabro. |